# World of Dance Polska
World of Dance Polska – polski program telewizyjny typu talent show prowadzony przez Olgę Kalicką i Karola Niecikowskiego oraz nadawany na antenie telewizji Polsat od 14 września do 16 listopada 2018, oparty na amerykańskim formacie World of Dance na licencji NBC.
Zwycięzcą 1. edycji został Rosjanin Ildar Gajnutdinow.

## Zasady programu
W programie brali udział tancerze i grupy taneczne, reprezentujące każdy styl taneczny. Uczestnicy podzieleni byli na trzy grupy wiekowe: dorośli w wieku co najmniej 18 lat (1–4 tancerzy), formacje taneczne w wieku powyżej 18 lat (5–20 tancerzy) i juniorzy w wieku od 8 do 18 lat (soliści i formacje do 20 tancerzy). Konkurs podzielony był na cztery etapy. Pierwszy z nich to kwalifikacje, które trwały pierwsze cztery odcinki programu. Uczestnicy występowali w ramach swojej grupy i otrzymywali punkty od jurorów, przyznawane w kategoriach: wykonanie, technika, choreografia, prezentacja i kreatywność. Aby przejść do kolejnej rundy, uczestnik musiał otrzymać minimum 80 ze 100 punktów.
Nagrodą główną w programie było 100 000 dolarów amerykańskich.

## Spis edycji
| Edycja | Sezon       | Odcinki   | Premiera         | Finał             | Pora emisji  | Średnia oglądalność |
| ------ | ----------- | --------- | ---------------- | ----------------- | ------------ | ------------------- |
| 1      | jesień 2018 | 1–10 (10) | 14 września 2018 | 16 listopada 2018 | piątek 20.05 | 1 250 828           |

## Finaliści
| Miejsce | Uczestnik                    | Śr. liczba punktów w finale |
| ------- | ---------------------------- | --------------------------- |
| 1.      | Ildar Gajnutdinow            | 99.5                        |
| 2.      | TSN                          | 99                          |
| 3.      | Atom Mini                    | 97.4                        |
|         |                              |                             |
| 4.      | Beta & Kuchta                | 97.7                        |
| 5.      | East Side Crew               | 97                          |
| 6.      | Sara Silva i Mateusz Stawowy | 96                          |